# 楓枝樂團
楓枝樂團（Faunts，2000年－）是一个2000年成立於加拿大亞伯達省的獨立搖滾樂團。

## 團史
2000年秋季，史帝夫和提姆·貝茲克兩兄弟在加拿大亞伯達省艾德蒙頓市成立了楓枝樂團。2005年，由Allmusic唱片公司發行了專輯《期待／失落》，而楓枝樂團最近期的作品是一個四十分鐘的EP《M4》，嘗試著把音樂製成一部短片。

## 成員

### 現任成員
- 保羅亞·納許 – 鼓手
- 羅柏·貝茲克 – 鍵盤手，音效
- 史蒂芬·貝茲克 – 主唱，吉他手
- 提姆·貝茲克 – 主唱，吉他手，鍵盤手
- 史考特·葛倫特 – 貝斯手

### 前任成員
- 喬·希區考克（Joel Hitchcock）
- 納森·夏特（Nathan Seatter）

## 音樂作品

### 專輯
- 《期待／失落》（2005年10月18日）

### 單曲與EP
- 《M4》（2006年9月22日）

## 相關連結
- 官方網站